# Do or Die (film 2003)
Do or Die è un film per la televisione del 2003 diretto da David Jackson.

## Trama
Il mondo è stato contagiato da un terribile virus, che fa invecchiare rapidamente. Ogni giorno infatti si invecchia di un anno intero. Esiste un antidoto, chiamato Anzanol, che quantomeno è in grado di rallentare sensibilmente il processo di invecchiamento delle persone infette, ma deve essere assunto quotidianamente sotto forma di iniezione e soprattutto è nelle mani di un'unica compagnia farmaceutica, capeggiata dal dottor Ethan Grant, l'inventore dell'Anzanol. La città viene divisa in quartieri per i "sani" e per gli "infetti", riconoscibili dalla mano sinistra blu a causa dell'assunzione dell'Anzanol. 
Jack Hennessey lavora come dirigente nell'industria di Ethan Grant, e di nascosto, durante la notte, assalta furgoni carichi di Anzanol per poter destinare il contenuto agli abitanti della "Zona Blu", la zona più popolata dagli infetti. Jack è felicemente sposato con Ruth, la quale, durante un incontro in un bar, comunica al marito di essere incinta. Dopo l'iniziale contentezza, Jack e Ruth vengono attaccati da due cacciatori di taglie che sembrano interessati a Jack. Ne nasce una sparatoria, dove Jack viene ferito. La moglie scopre così che il marito è contagiato dalla malattia: dispone infatti di un impianto sottocutaneo che gli consente di assumere l'Anzanol in automatico ogni giorno. Il proiettile danneggia l'impianto, e così Ruth vede davanti ai suoi occhi il marito invecchiare rapidamente, fino a morire. Sapendo che dall'unione fra un infetto e una sana il feto nascerà infetto, decide comunque di tenere il bambino. Decide quindi di andare nella zona blu a cercare gli amici di Jack. Qui incontra Iona, Kenji, Fatima e Tink, con i quali Jack era solito assaltare i furgoni di Anzanol. Iona confida a Ruth che Jack era l'unico a sapere come fornire loro l'Anzanol necessario. Nel frattempo Ruth partorisce il figlio, e lo chiama Travis. Decisa a trovare una cura per il figlio, Ruth crede che Ethan Grant la conosca e la tenga all'oscuro del mondo. Sapendo di correre grandi rischi, decide di avvicinarsi al dottor Grant. Viene aiutata dal Detective Yann, al quale hanno ucciso il partner in modo molto misterioso. Riuscita ad avvicinarsi a Grant, Ruth viene a sapere che tempo fa Grant stesso era un infetto e che il liquido cerebrospinale della madre lo ha guarito. Questa operazione però comporta il decesso immediato della madre. Avendo quindi trovato la cura, Ruth in un impeto di disperazione riesce ad avere la meglio su Grant, e, conscia di perdere la sua vita per salvare quella del figlio, si posiziona sulla macchina per poter estrarre il liquido cerebrospinale, non prima di aver fatto promettere a Iona di allevare Travis come suo figlio assieme a Yann, che nel frattempo si è innamorato di Iona. Ruth esegue così in serenità il suo sacrificio e Travis viene curato. Il film si conclude con Travis, Yann e Iona che fanno un giro in auto, felici, mentre il notiziario dice che dal sangue di Travis si sta sintetizzando un antidoto e che sarà distribuito gratuitamente a tutti gli infetti. 